# Brian Baker (musicien)
Pour les articles homonymes, voir Baker et Brian Baker.
Brian Baker, né le 25 février 1965, est un bassiste et guitariste américain. Il est membre du groupe punk rock Bad Religion depuis 1994. La guitare basse est le premier instrument de Brian ; il en joue depuis l'âge de 8 ans.

## Minor Threat
Fondateur et bassiste du groupe, son implication fait de lui l'un des fondateurs du mouvement Straight Edge. Au sein de Minor Threat, il a assuré volontairement le rôle de second guitare à l'arrivée du bassiste Steve Hansgen à l'automne 1982. Steve dut quitter la formation sur la décision commune des fondateurs de Minor Threat de retrouver le line-up d'origine, et Brian reprit sa place. 

## Carrière musicale
Fondateur des groupes Dag Nasty en 1985 et Doggy Style l'année suivante, pressenti par le groupe Samhain, avec qui il ne fera cependant que quelques répétitions, il est un ancien membre des groupes Junkyard, Meatmen et Government Issue. En 1994, il s'est vu offrir une place dans le groupe R.E.M. pour leur tournée mondiale Monster. Il déclinera également une invitation à une audition pour jouer dans Guns N' Roses en 2000, refusant chaque proposition pour se concentrer sur Bad Religion. Plus récemment, il a joué sur Face au silence du monde, second et dernier album du groupe punk québécois Penelope, puis fut musicien de scène lors d'une tournée du groupe Me First and the Gimme Gimmes en 2005.